# 罗西尼表

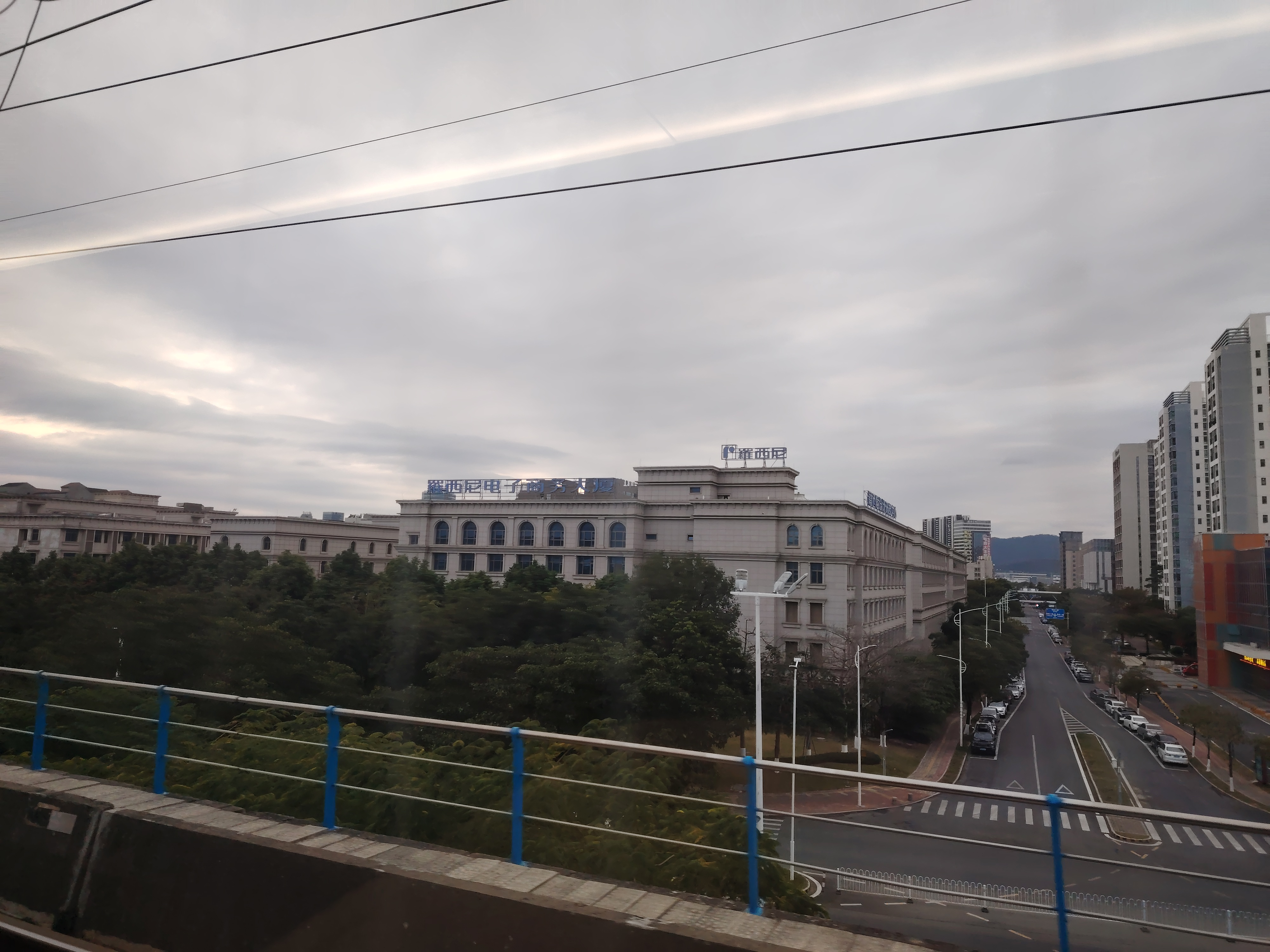
罗西尼表业总部

罗西尼（英語：Rossini）是一家中外合資钟表品牌公司，于1984年6月成立。
罗西尼前身為瑞士钟表商在新加坡开设的表壳制造工厂，瑞士全套加工镀金表壳设备及加工工艺，依靠先进的技术生产高档表壳与国内外成表配套，并在中国首创了异型防水表壳，至此成为中国生产高档表壳的先进企业。現為香港商冠城钟表珠宝旗下品牌。
罗西尼除生产手表、腕表外，还于2009年生产眼镜。